# Dos pintores pintorescos
Dos pintores pintorescos é um filme de comédia mexicano dirigido por René Cardona Jr. e produzido por Roberto Gómez Bolaños. Lançado em 1967, foi protagonizado pela dupla humorística Marco Antonio Campos e Gaspar Henaine.

## Elenco
- Marco Antonio Campos - Viruta
- Gaspar Henaine - Capulina "Capuso"
- Regina Torné - Diana
- Gilda Mirós - Julia
- Miguel Córcega - Lorenzo
- Emilia Stuart - Carmina
- Eduardo Alcaráz - Professor
- Nathanael León - Policial
- Mayte Carol
- Consuelo Monteagudo
- Victor Eberg
- Enrique del Castillo
- Los Hooligans